# سي جيه-10 (صاروخ)
سي جيه-10 (CJ-10) هو صاروخ هجوم أرضي من الجيل الثاني  صيني . مشتق من صاروخ Kh-55 . يقال إنه تم تصنيعه من قبل الأكاديمية الثالثة لشركة علوم الفضاء الصينية والصناعة وأكاديمية هايينغ الصينية للتكنولوجيا الميكانيكية والكهربائية.

## وصف
الصاروخ أسرع من سرعة الصوت بمدى يزيد عن 1500 كم وحمولة 500  كجم. التوجيه باستخدام نظام الملاحة بالقصور الذاتي ، والملاحة عبر الأقمار الصناعية ، ومطابقة التضاريس ،يطلق من السفن وقاذفات منصات النقل البري . ومدى الصاروخ يزيد عن 1500 كيلومترات ، ويمكن أن يحمل حمولات تقليدية أو نووية ؛ 

## أنواع
سي جيه -10
CJ-10 ك
نسخة يتم إطلاقها جواً بـ 1500 نطاق كيلومتر يمكن حملها بواسطة Xian H-6K .
DF-10A
صاروخ كروز للهجوم الأرضي. يُقال إنه نسخة أكثر سرية وأكثر دقة من CJ-10.
"DH-2000"
من المفترض أن تكون نسخة أسرع من الصوت من DH-10A.
سي جيه -20
نسخة تطلق من الجو من CJ-10. تم اختباره على Xian H-6 ؛ يمكن لكل مفجر أن يحمل أربعة صواريخ من الخارج.
YJ-100
نسخة صاروخية مضادة للسفن بقوة 800 مدى كيلومتر ، أطلقته قاذفة H-6 وسفينة حربية من النوع 055.

## المشغلين
الصين
- القوة الصاروخية لجيش التحرير الشعبي الصيني : 200-500 CJ-10 (تقديريًا اعتبارًا من ديسمبر 2009 ) [14]